# Busto (Santiago de Compostela)
Busto (llamada oficialmente San Pedro de Busto) es una parroquia española del municipio de Santiago de Compostela, en la provincia de La Coruña, Galicia.

## Entidades de población
Entidades de población que forman parte de la parroquia:
- A Figueira
- A Igrexa de Busto (A Igrexa)
- Barcabella[4] (Barcavella)
- Casanova[5] (A Casanova)
- Currais[6] (Os Currais)
- Neiro de Abaixo
- Neiro de Arriba
- O Castro de Busto (O Castro)
- Ramelle
- Vilariño de Busto (Vilariño)

## Demografía
| Gráfica de evolución demográfica de Busto entre 2000 y 2019 |
|                                                             |
| Datos según el nomenclátor publicado por el INE.            |